# Diane Gaidry

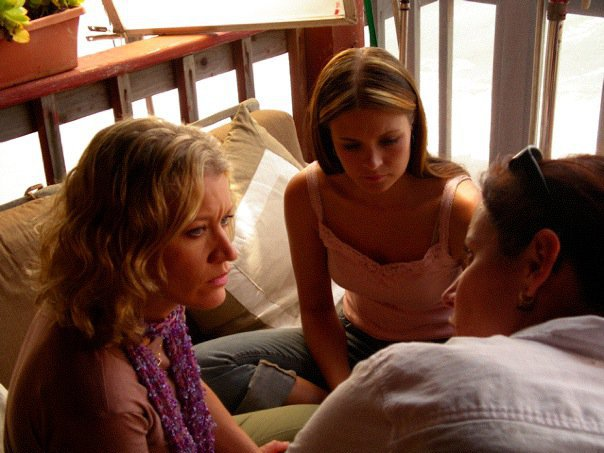
Diane Gaidry am Set von Loving Annabelle, während sie eine Szene mit Erin Kelly und Katherine Brooks bespricht. (2005)

Diane Adair Gaidry (* 11. Oktober 1964 in Rapid City, South Dakota; † 30. Januar 2019 in  Buffalo, New York) war eine US-amerikanische Schauspielerin und Filmproduzentin.

## Leben und Karriere
Diane Gaidry erhielt ein Master in Psychologie an der University of Santa Monica.
2006 spielte Gaidry im Film Loving Annabelle die Rolle der Simone Bradley, wofür sie beim L.A.-Outfest mit dem Grand Jury Award in der Kategorie Beste Schauspielerin ausgezeichnet wurde.
1993 gründete Gaidry mit ihrem Ex-Mann Jacques Thelemaque in Los Angeles die Non-Profit-Organisation „Filmmakers Alliance“. Gaidry starb 2019 an  Krebs.

## Filmografie (Auswahl)
- 1990: Der Traum der Beach Boys (Summer Dreams: The Story of the Beach Boys, Fernsehfilm)
- 1991: Party-Time mit Frankenstein (Frankenstein: The College Years,  Fernsehfilm)
- 1995: Ed McBain: Wettlauf mit einem Mörder (Ed McBain’s 87th Precinct: Lightning, Fernsehfilm)
- 1998: The Shy and the Naked (Kurzfilm)
- 1998: Love Without Socks (Kurzfilm)
- 2001: Egg (Kurzfilm)
- 2001: America So Beautiful
- 2002: The Dogwalker
- 2004: Birth of Industry (Kurzfilm)
- 2004: The Act (Kurzfilm)
- 2005: Medium – Nichts bleibt verborgen (Medium, Fernsehserie 1 Folge)
- 2005: Transaction (Kurzfilm)
- 2005: Need
- 2006: Loving Annabelle
- 2006: Concerned Lady for America (Kurzfilm)
- 2018: The Rainbow Bridge Motel